# .np
.np is het achtervoegsel van domeinen van websites uit Nepal. Registratie alleen mogelijk op het derde niveau, onder de subdomeinen com.np, org.np, edu.np, net.np, gov.np en mil.np en alleen voor ingezetenen en gevestigde bedrijven en organisaties. Registratie is dan wel gratis.
De domeinnaam dient gebaseerd te zijn op een bedrijfnaam, productnaam of een andere unieke naam waarvan men juridische eigenaar van kan zijn.